# Primer (cosméticos)

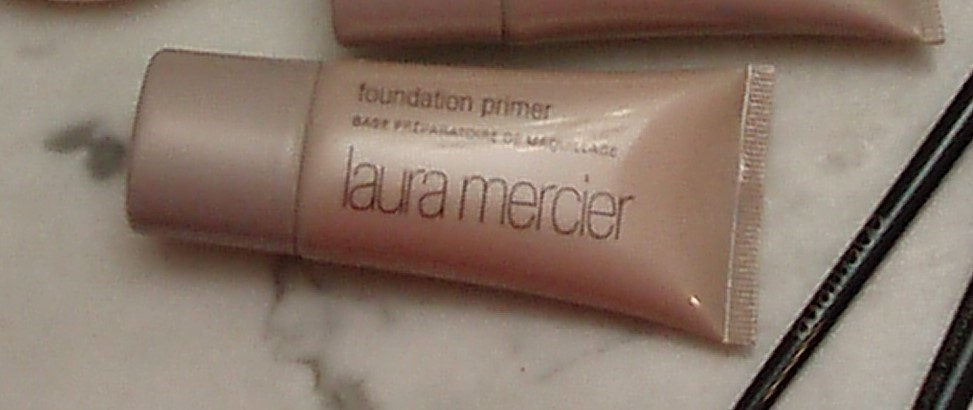
Primer

Em cosmética, Primer é utilizado antes da maquiagem (olhos, pele, lábios, unhas), com o principal objetivo de suavizar e fixar o item escolhido por um tempo maior, especialmente em temperaturas adversas. Ele existe em texturas e versões variadas como creme, serum, gel, balm, com ou sem cor ou com proteção solar. Da mesma maneira que é adequado usar um selador antes de pintar uma parede, você também pode "selar" a pele, pálpebras, cílios e lábios antes de aplicar a maquiagem.

## Variedades
Existem vários tipos de primers cosmético, que podem ser usados de diversas formas, por exemplo, antes da base, sombra, rímel e até nas unhas antes do esmalte para proteger e prolongar a cor.

## Primer para Base
O primer cosmético para pele pode ajudar a apenas proteger e hidratar, ou pode contribuir para tratar a pele, prevenindo o surgimento de espinhas, diminuindo a oleosidade e os poros. Ele torna a base mais fácil de ser aplicada, deixando mais uniforme e natural, aumentando assim sua duração. Para tratar  alguns contém propriedades antioxidantes e anti-inflamatórias, como vitaminas e extratos naturais de plantas. Existem primers à base de água e à base de silicone (ciclometicone e dimeticona), como também há primers para peles sensíveis, sem conservantes, óleo ou fragrância. Pode-se encontrar os com dupla função, como os que tem fator de proteção solar (FPS), o primer iluminador que deixa a pele com um acabamento perolizado e os com cor que ajudam a uniformizar ou melhorar o tom de pele.

## Primer para Sombra
O primer para pálpebras tem a função semelhante ao de base, mas foi formulado para ser usado na região dos olhos. Esse tipo de primer ajuda na aplicação, intensificar a cor deixando-a mais viva, fixando melhor, evitando que borre com facilidade ou que fique acumulada nas pálpebras. Podem ser aplicados tanto na pálpebra superior quanto na inferior, podendo ser usado antes do corretivo, para suavizar olheiras e linhas finas de expressão.

## Primer para Cílios
Primer para Cílios tem o papel de preparar os cílios para receber sua máscara favorita, dando volume e definição. Alguns também tem a finalidade de ajudar fortificar, a hidratar e condicionar o fios, contribuindo para deixá-los mais saudáveis.

## Primer para Lábios e Unhas
Primer para Lábios deixa os lábios hidratados protegendo a pele contra o ressecamento dos batom mais secos e disfarçar as rachaduras nos lábios. Aumenta e mantêm a fixação do batom por um tempo maior e não interfere na cor original.
Nas unhas de gel, o primer é o primeiro produto utilizado na unha antes da aplicação do gel,  criando maior aderência para este produto. Pode ser encontrado em duas versões, com ou sem ácido na sua composição.
Existem também o primer para unhas em base que pode ser usado antes de passar o esmalte, fazendo com que seque mais rápido, ajudando a fixar, uniformizar e portanto durar por mais tempo.